# Géographie de la Meuse
Le département de la Meuse se situe dans le nord-est de la France. Il est bordé par les Ardennes et la Marne à l'ouest, la Haute-Marne et les Vosges au sud, la Meurthe-et-Moselle à l'est et la frontière belge au nord.

## Géographie physique
| \| Argonne Hauts de Meuse Woëvre Barrois La Saulx La Meuse L'Aire \| Carte topographique et localisation des régions naturelles dans le département |
| Argonne Hauts de Meuse Woëvre Barrois La Saulx La Meuse L'Aire                                                                                      |

Paysages de la Meuse :
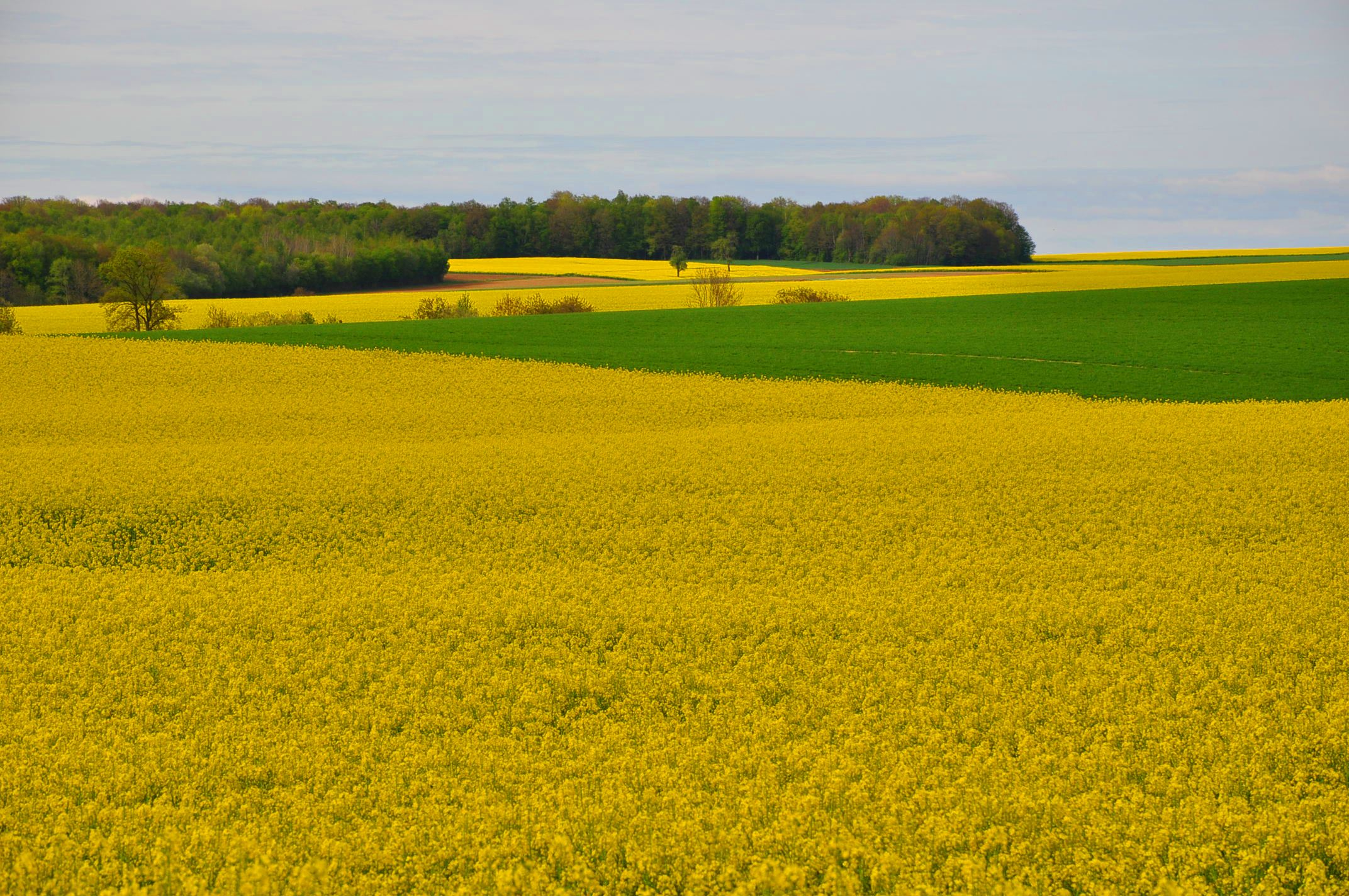
La vallée Bartiere à Foucaucourt-sur-Thabas, à l'est.
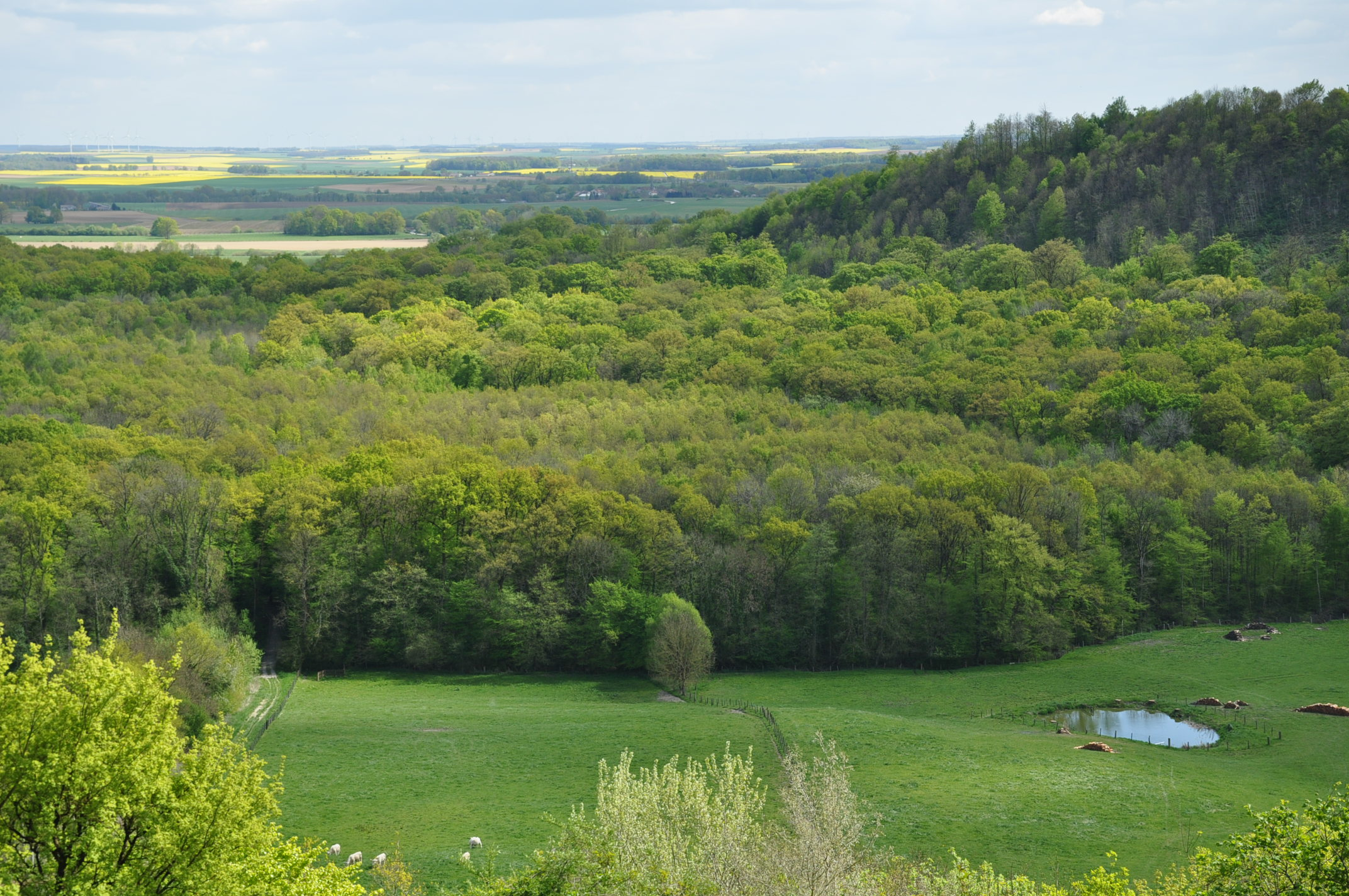
Vue sur le paysage d'Argonne depuis Beaulieu-en-Argonne, à l'est.
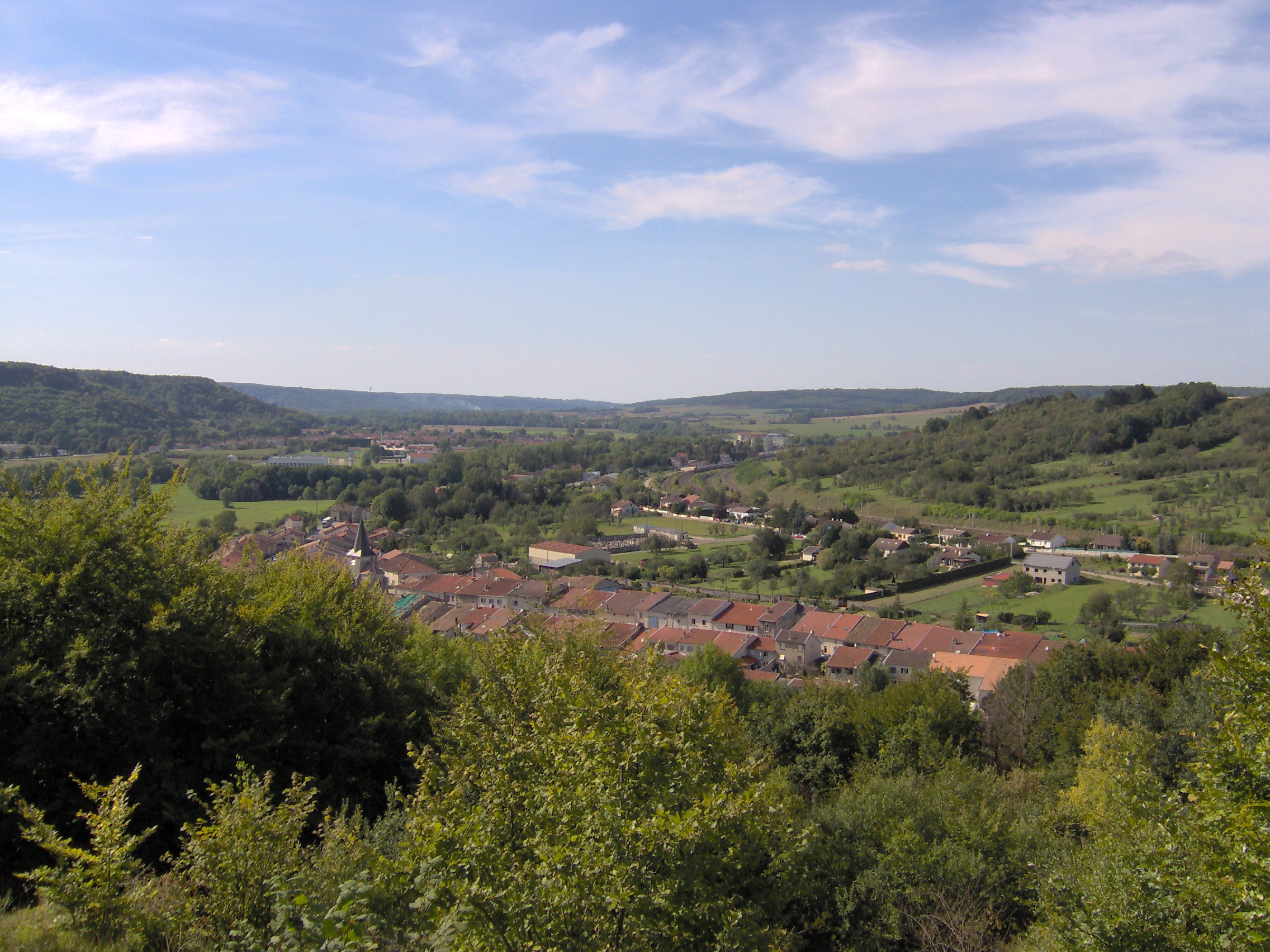
Vue de la vallée de l'Ornain depuis le belvédère de la Vierge Noire à Nançois-sur-Ornain, au sud.
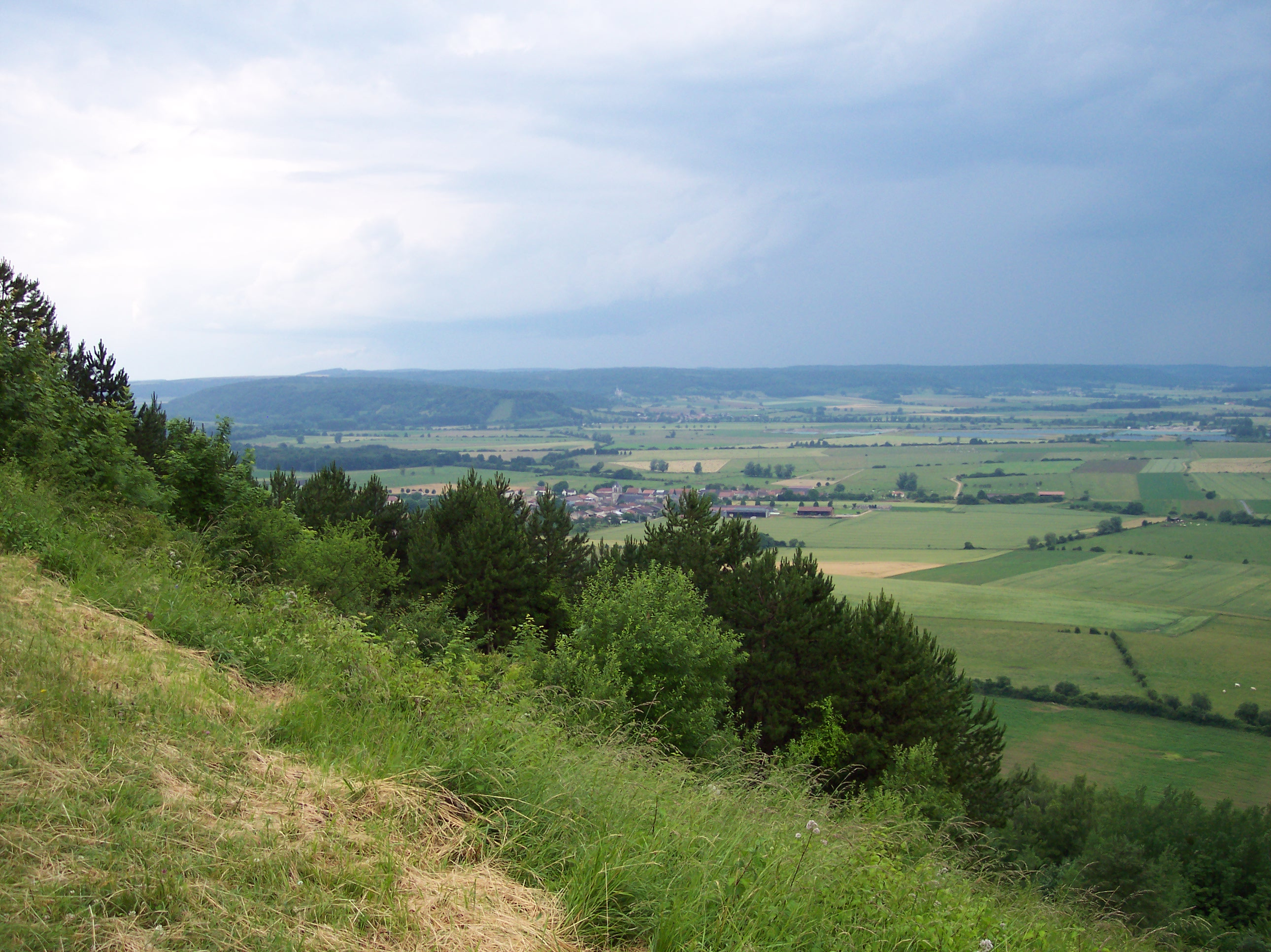
Les Côtes de Meuse vue depuis la côte Saint-Germain (butte-témoin), au nord.

### Relief
La Meuse se situe sur le plateau lorrain qui constitue la partie orientale du Bassin parisien. Le département est traversé par les nombreuses cuestas de Lorraine, découpant le territoire en micro-régions orientées nord-sud.
Le point culminant du département est situé dans le bois de Vaudeville, sur la commune de Vaudeville-le-Haut, à une altitude de 451 mètres au-dessus du niveau de la mer.

### Hydrographie
Le département de la Meuse est à l'origine du bassin versant de la Meuse dont les eaux s'écoulent vers la mer du Nord.